# Côte de Thon
De Côte de Thon is een beklimming in de wielerklassieker Waalse Pijl. Het is de zesde klim van de wedstrijd. Doordat de Côte de Thon slechts één kilometer lang is, is het stijgingspercentage van 8,5% goed te verteren. Overigens is dit zelden de scherprechter in de koers: de Côte d'Ereffe moet al worden bedwongen na 151 van de 195,5 kilometer.
Deze beklimming is opgenomen in de Cotacol Encyclopedie met de 1.000 zwaarste beklimmingen van België onder de naam 'Trou Perdu'.